# 佛蒙特州學院和大學列表
以下是佛蒙特州目前运营的公立和私立高等教育机构列表。

## 公立大學
- 佛蒙特大學
- 佛蒙特州立大學

## 私立大學
- 米德尔伯里学院
- 諾威治大學（英语：Norwich University）
- 本宁顿学院
- 南佛蒙特學院（英语：Southern Vermont College）
- 伯林頓學院（英语：Burlington College）
- 查普林學院（英语：Champlain College）
- 三聖學院（英语：Trinity College (Vermont)）
- 聖約瑟學院（英语：College of St. Joseph）
- 綠山學院（英语：Green Mountain College）
- 馬爾波羅學院（英语：Marlboro College）
- 國際訓練學校（英语：School for International Training）
- 佛蒙特法律學校（英语：Vermont Law School）
- 聖米迦勒學院
- 斯特灵大学（英语：Sterling College (Vermont)）
- 联合学院暨大学（英语：Union Institute & University）

## 永久停業
- 戈達德學院（Goddard College）